# Natsiatopsis
Natsiatopsis é um género monotípico de plantas  pertencente à família Icacinaceae. Sua única espécie: Natsiatopsis thunbergiifolia Kurz, é originária da China. O género foi descrito por Wilhelm Sulpiz Kurz e publicado em Journal of the Asiatic Society of Bengal 44(2): 201, pl. 15, f. 8-9, em 1876.

## Descrição
São arbustos trepadores. As folhas são alternas, com largo pecíolo. As plantas são dioicas com as inflorescências em forma de racemos alargados, com baixa densidade de flores, fasciculadas nas axilas. Flores pequenas com a corola tubular. O fruto é uma drupa ovoide, comprimida e reticulada.